# Nordine Sam
Nordine Belhamidèche Sam est un ancien footballeur algérien né le 25 mars 1982 à Toulouse, qui évoluait au poste de défenseur central.
A la fin de sa carrière il ouvre une agence de footballeur, Football Life Management. Il est actuellement un agent de footballeur reconnu.

## Carrière
Formé au RC Strasbourg, il y débute en pro lors de la saison 2002-2003. Il joue son premier match en Ligue 1 lors de la rencontre Strasbourg-AC Ajaccio (0-0).
Peu en vue à Strasbourg, il signe au FC La Chaux-de-Fonds, en deuxième division suisse, où il s'impose comme titulaire. La saison suivante, il grimpe d'un cran en signant au FC Lucerne, club de deuxième division qui se voit promu en première division. 
En fin de contrat à la suite de son expérience suisse, il part en Chypre, au Nea Salamina Famagouste, où il joue 3 saisons. Il part ensuite à l'Al Nasr Benghazi, mais à la suite des événements en Libye, il quitte le club à l'intersaison, pour un contrat de six mois au CS Constantine. 
Le 25 décembre 2011 il se fait opérer des ligaments croisés. À la suite de cet événement, il retournera au RC Strasbourg faire sa rééducation, il finira sa carrière de joueur à la suite de sa rééducation.
Il ouvre par la suite une agence de footballeur en 2013, Football Life Management. Il est encore actuellement agent de joueur dans son agence[Quand ?].

## Parcours
- 2002-2004 :  RC Strasbourg
- 2004-2005 :  FC La Chaux-de-Fonds
- 2005-2007 :  FC Lucerne
- 2007-2010 :  Nea Salamina Famagouste
- 2010-février 2011 :  Al Nasr Benghazi
- février-mai 2011 :  CS Constantine

## Palmarès
- Champion de Suisse de D2 (Challenge League) en 2006 avec le FC Lucerne